# Филонович, Сергей Ростиславович
Серге́й Ростисла́вович Филоно́вич — российский учёный, доктор физико-математических наук, ординарный профессор, декан Высшей школы менеджмента (Бизнес-школы), профессор кафедры управления человеческими ресурсами факультета «Менеджмент» НИУ ВШЭ.

## Биография
В 1969 году окончил московскую физико-математическую школу № 2 (Лицей «Вторая школа»), членом Совета попечителей которой является в настоящее время.
Учился, а затем работал и преподавал (до середины 90-х) на физическом факультете Московского государственного педагогического института (МГПИ) им. В. И. Ленина.
В 1978 году на кафедре общей и экспериментальной физики защитил кандидатскую диссертацию по квантовой радиофизике. В том же году в издательстве «Наука» вышла в свет его первая книга «Лучи, волны, кванты», посвящённая истории оптики. В дальнейшем история науки стала основным направлением исследований и публикаций С. Р. Филоновича. Он — автор двух книг, вышедших в «Библиотечке „КВАНТ“» («Самая большая скорость» и «Судьба классического закона»), «Хрестоматии по истории классической физики», биографии Ш. Кулона. В 1996 году защитил докторскую диссертацию на тему «Эксперимент и его роль в становлении классической физики» в Институте истории естествознания и техники РАН им. С. И. Вавилова.
В 1992 году С. Р. Филонович, сменив сферу своей деятельности, становится заместителем заведующего кафедрой социологии организаций на социологическом факультете МГУ им. М. В. Ломоносова. В этом же году совместно с американской некоммерческой организацией «Partners for Democratic Change» создаёт Национальный центр конфликтологии при социологическом факультете Московского педагогического государственного университета им. В. И. Ленина. В 1994—1996 гг. по совместительству выполняет обязанности декана-организатора факультета менеджмента Международного университета бизнеса и управления, созданного социологическим факультетом МГУ, Университетом и Фондом «Братья Карич» (Югославия, Белград). 
В 1996 году становится профессором факультета «Менеджмент» НИУ-ВШЭ. В 1999 году С. Р. Филонович участвует в создании Высшей школы менеджмента НИУ-ВШЭ и по настоящее время является её деканом.
Автор более 200 научных, историко-научных и методических трудов, в том числе более 10 монографий, две из которых переведены на иностранные языки. Является автором книги «Лидерство и практические навыки менеджера», ряда публикаций по проблемам менеджмента. Является членом редколлегий «Российского журнала менеджмента» и журнала «Вопросы образования», входит в редакционный совет журнала «Бизнес-образование», член American Society for Training and Development.

## Семья
Филонович Ростислав Дмитриевич — отец
Филонович Татьяна Ростиславовна — сестра (двойняшка, род. 25.03.1952)